# Trîvailî, Reșetîlivka
Trîvailî (în ucraineană Тривайли) este un sat în comuna Lobaci din raionul Reșetîlivka, regiunea Poltava, Ucraina.

## Demografie
Componența lingvistică a localității Trîvailî
     Ucraineană (100%)
Conform recensământului din 2001, toată populația localității Trîvailî era vorbitoare de ucraineană (100%).